# Gare de Domanova-Rodès
La gare de Domanova-Rodès est une gare ferroviaire française, fermée, de la ligne de Perpignan à Villefranche - Vernet-les-Bains, située sur le territoire de la commune de Rodès, dans le département des Pyrénées-Orientales, en région Occitanie.
Elle est mise en service en 1923 par la Compagnie des chemins de fer du Midi et du Canal latéral à la Garonne.

## Situation ferroviaire
Établie à 214 mètres d'altitude, la halte de Domanova-Rodès est située au point kilométrique (PK) 495,330 de la ligne de Perpignan à Villefranche - Vernet-les-Bains, entre les gares ouvertes de Ille-sur-Têt et de Vinça. Elle est séparée de la gare d'Ille-sur-Têt par la gare aujourd'hui fermée de Bouleternère.

## Histoire
Le projet de créer une halte sur le territoire de la commune de Rodès, commence en 1882 avec une proposition refusée le 27 mai par le Ministre des Travaux publics.
En 1902 et 1914 des relances sont faites pour la création de la gare. En 1914, le Ministre des Travaux publics prend la décision d'ajourner le projet pour après la guerre.
Finalement, le 22 juillet 1923, la commune de Rodès est autorisée à emprunter 79 690 francs pour construite la halte de Domanova-Rodès, inaugurée la même année,.

## Patrimoine ferroviaire
En 2017, le bâtiment de la gare est toujours présent et le quai également.